# Globo icosaedro
Un globo icosaedro es un globo de papel seda cuya forma geométrica es un poliedro de nombre icosaedro; el primer ser humano que imaginó un icosaedro ascendiendo fue Cyrano de Bergerac (1592-1655), autor de "Historia cómica de los Estados del Sol y de la Luna", que se tiene entre las utopías fantásticas más célebres; con la excusa de dos viajes, publicados entre 1657 y 1662, primero a la Luna y después al Sol, el poeta desgrana una serie de siete métodos, a cuál más delirante, para viajar de la tierra a la luna y al sol sin escalas. En el segundo dice así: "...el Sol, que daba de lleno y oblicuamente sobre los espejos del icosaedro, me elevó a tal altura que perdí de vista Toulouse..."

## Datos constructivos
Nombre: Globo Icosaedro
Número de hojas papel seda: 60
Tamaño hoja: 0.7 m x 0.5 m
Número de puntas: 20
Área base punta: 0.43 m^2
Arista: 1 m
Volumen 1 punta: 0.123 m^3
Volumen icosaedro: 2.18 m^3
Volumen globo: 4.64m^3
Masa: 0.45Kg

## Análisis matemático
En el polinomio:
f(x) = x^m + a1x^m-1 + ... + am
Dos coeficientes sucesivos se llaman combinaciones. Si tienen el mismo signo la combinación se llama permutación. Si tiene signos distintos, la combinación se llama variación. La regla de los signos de Descartes establece que el número de raíces positivas no excede el número de variaciones, y que el número de raíces negativas no excede el número de permutaciones. En matemáticas discretas (estudio de conjuntos finitos o infinitos numerables) existe una rama llamada combinatoria enumerativa que trata de los métodos para contar; cuando se trata de hacer un globo icosaedro en dos dimensiones, nos enfrentamos a un problema de proporciones inimaginables desde la perspectiva practica: no existe un único procedimiento que logre unir las 30 caras una después de otra; es decir, en lenguaje combinatorio: "el número de permutaciones que ofrece el conjunto de caras de papel seda es desmesurado" y con toda seguridad es muy improbable que se elabore dos icosaedros en la misma secuencia; determinar el número de posibilidades de combinar las treinta caras del globo icosaedro no es difícil, si observamos bien al unir la cara número 30 ya no podemos volver a unirla, así nuestra primera elección tiene 30 posibilidades, pero la siguiente 29 posibilidades, después 28, 27, 26, etc. por lo que el número de permutaciones sería treinta factorial:
30! = 30x29x28x27x26x25x24x23x22x21x20x19x18x17x16x15x14x13x12x11x10x9x8x7x6x5x4x3x2x1
30! = 265252859812191058636308480000000

## Elaboración
Se puede documentar todos los pasos en forma numérica; a los dos únicos tipos de doblez -horizontal o vertical- que se pueden realizar con las caras, se denotan con los números que forman la diagonal del doblez e igualando a un medio, es decir:
1,3 = 1/2 - : doblez vertical, el signo menos indica que el movimiento fue a la izquierda, si hubiese sido a la derecha escribimos el signo más: +
2,4 = 1/2 + : doblez horizontal, el signo más indica que el movimiento fue de abajo a arriba, si hubiese sido de arriba abajo escribimos el signo menos: -
De tal forma unir con PVA la cara 1: arista 1,4 ; con la cara 2: arista 5,8; lo escribimos como:
(1,4 + 5,8 ) : Unión con PVA de dos caras
Luego de la unión de (1,4 + 5,8); doblamos por la diagonal vertical (5,7 = 1/2) con lo que la punta 6 queda con la punta 4 y la punta 8; regla general: el primer vértice estará conformado por las puntas 8, 16, 24, 32 y 40.
Luego sobreponemos la cara 3 sobre la cara 1 y la cara 2; y unimos arista 5,6 con arista 9,12: (5,6 + 9,12) y por último cerramos la primera punta del globo icosaedro uniendo con PVA la arista opuesta es decir 9,10 con 1,2: (9,10 + 1,2)
A continuación se presentan los pasos necesarios para cerrar un vértice con 5 puntas:
(1,4 + 5,8)
(5,7 = 1/2 -)
(5,6 + 9,12)
(1,2 + 9,10)
(9,11 = 1/2 +)
(8,6 = 1/2 +)
(8,7 + 13,16)
(13,15 = 1/2 -)
(13,14 + 17,20)
(7,6 +17,18)
(17,19 = 1/2 +)
(14,16 = 1/2 +)
(15,16 + 21,24)
(21,23 = 1/2 -)
(21,22 + 25,28)
(14,15 + 25,26)
(25,27 = 1/2 +)
(22,24 = 1/2 -)
(23,24 + 29,32)
(4,3 + 31,32)
(29,31 = 1/2 -)
(29,30 + 33,36)
(22,23 +33,34)
(36,34 = 1/2 -)
(25,27 = 1/2 -)
(26,28 = 1/2 +)
(17,19 = 1/2 -)
(18,20 = 1/2 +)
(12,10 = 1/2 +)
(30,31 + 39,40)
(2,3 + 38,39)